# The Mall (Lahore)

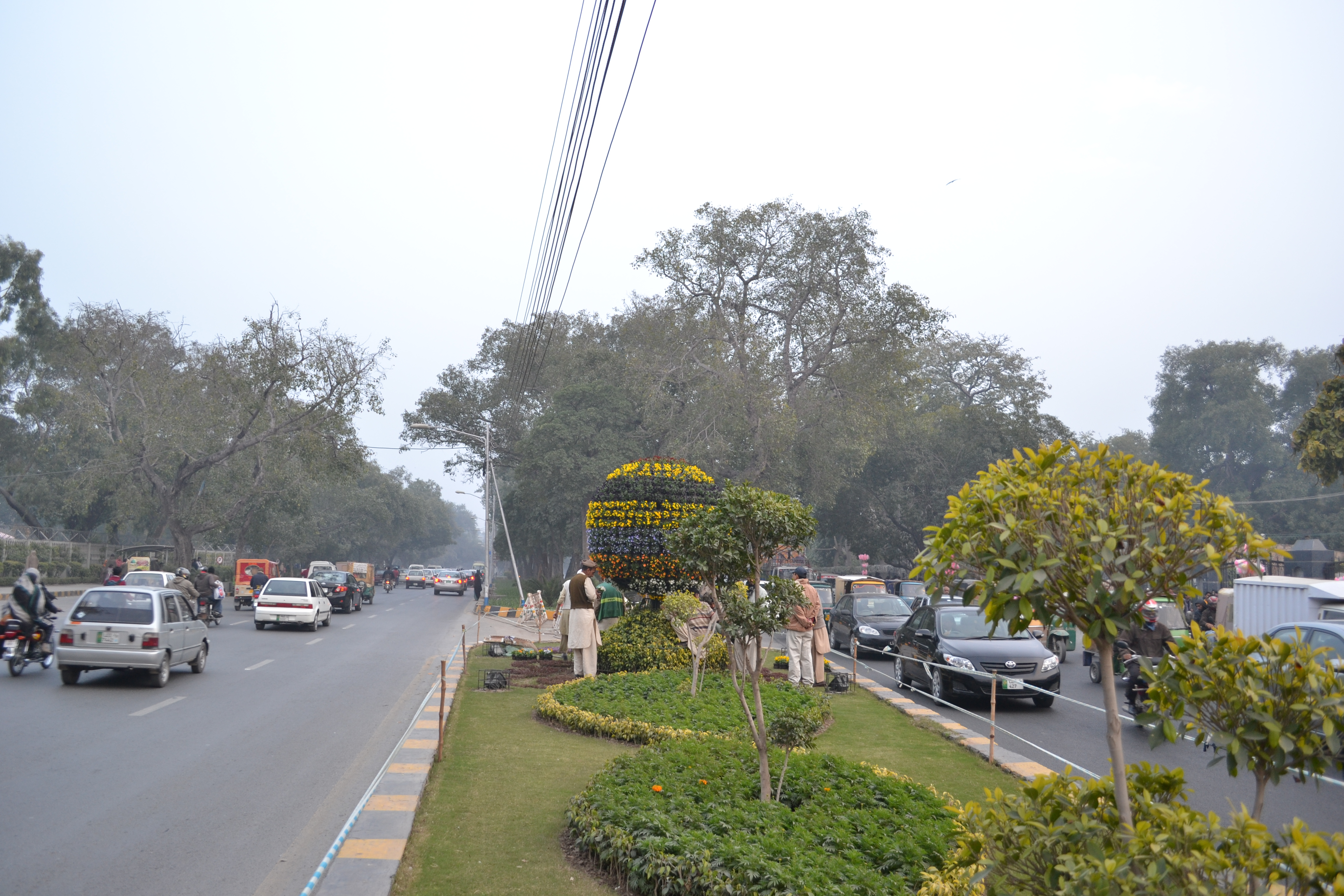
Parte da avenida em 2012

The Mall (também conhecida como "Shahrah-e-Quaid-e-Azam"), é uma das principais e mais famosas avenidas de Lahore. Foi construída inicialmente sob o nome Raj britânico e posteriormente nomeada em referência a The Mall em Londres.
The Mall tem valor histórico e cultural significativo, a maioria dos edifícios da avenida são uma coleção de Mughal e arquitetura de era colonial, a maioria deles construídos durante a era da Índia britânica. Esta área tem muitas casas oficiais de altos dignatários.
Em 13 de fevereiro de 2017, ocorreu um atentado terrorita na avenida, onde um grupo de químicos e farmacêuticos realizavam um protesto em frente à assembléia provincial do Punjab. Segundo o serviço de emergência de Punjab, Rescue 1122, 15 pessoas foram mortas, incluindo vários funcionários da polícia, e pelo menos 87 foram feridos.